# 1660-as évek
Évszázadok: 16. század · 17. század · 18. század
Évtizedek: 1610-es évek · 1620-as évek · 1630-as évek · 1640-es évek · 1650-es évek · 1660-as évek · 1670-es évek · 1680-as évek · 1690-es évek · 1700-as évek · 1710-es évek
Évek: 1660 · 1661 · 1662 · 1663 · 1664 · 1665 · 1666 · 1667 · 1668 · 1669